# 원주 기독교 의료 선교 사택
원주 기독교 의료 선교 사택은 대한민국 강원특별자치도 원주시에 있는 일제강점기의 건축물이다. 2017년 12월 5일 대한민국의 국가등록문화재 제701호로 지정되었다.

## 개요
원주 기독교 전래 초기 선교를 위해 1918년 건축된 주택으로, 원주 기독교 선교의 발상지이자 서구식 의료, 교육, 생활, 건축 등 근대문명의 유입 통로였던 일산동 언덕 일대에 세워졌던 많은 서구식 건축물 중 유일하게 현존하는 근대문화유산이라는 역사적 의미를 지니고 있다. 적벽돌 외벽에서 반육각형 평면 형태로 돌출된 거실 및 응접실 외벽, 매우 장식적 쌓기에 의해 단형으로 돌출된 층간 코니스, 주출입구 측벽의 원형창을 위한 원형 쌓기, 창호 상부의 평아치 쌓기 등의 건축적 특징을 나타내고 있다.

## 참고 자료
- 원주 기독교 의료 선교 사택 - 국가유산청 국가유산포털